# Kortholt

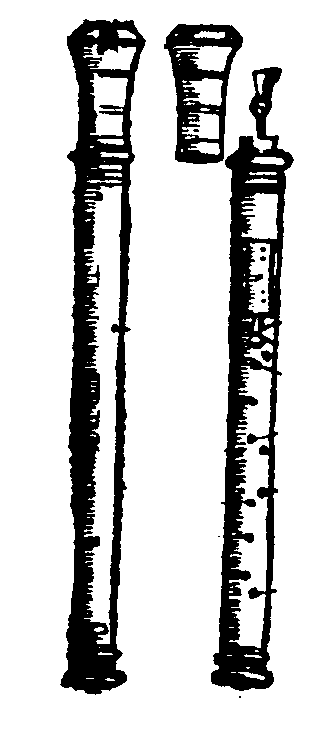
Kortholt aus Michael Praetorius’ Syntagma musicum, Wolfenbüttel 1619

Das Kortholt ist ein historisches Doppelrohrblattinstrument, das im 16. und 17. Jahrhundert gebräuchlich war.
Der Name des Instruments, so wie in Michael Praetorius’ Werk Syntagma musicum – einer Hauptquelle für Informationen zu dem Instrument – genannt, bedeutet im Plattdeutschen „kurzes Holz“ und bezieht sich auf die in Bezug auf seine Stimmlage geringe Baugröße. Diese ergibt sich dadurch, dass die zylindrisch gebohrte Röhre in ihrem Inneren tatsächlich geknickt ist und doppelt verläuft wie beim modernen Fagott und dessen historischem Vorläufer, dem Dulzian.
Der Ton wird beim Kortholt über ein Doppelrohrblatt erzeugt, das in einer Windkapsel untergebracht ist, ähnlich wie beim Krummhorn. Der Klang ist dem des Krummhorns ähnlich, wenn auch weicher, was davon herrühren mag, dass durch die eng geknickte Röhre gewisse Obertöne gedämpft werden.
Ähnlich wie viele andere Instrumente der Renaissancezeit trat das Kortholt in einer ganzen Familie auf. Es wurde in c/f-Stimmung in den Stimmlagen Sopran, Alt, Tenor und Bass gebaut. Seit der Mitte des 20. Jahrhunderts werden wieder Kortholte gebaut und gespielt. Sie dienen der Wiedergabe von Musik aus der Renaissancezeit.